# マウケプレート

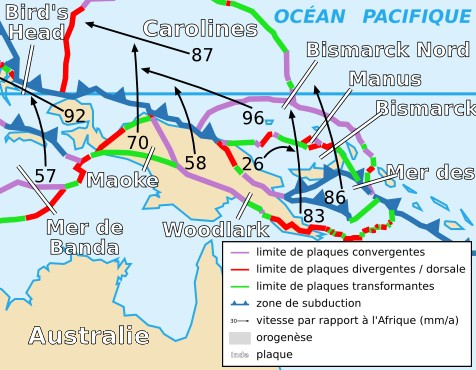
マウケプレートとその周辺（フランス語）

マウケプレート（英語:Maoke Plate）とは、イリアン・ジャヤのスディルマン山脈の下にあるプレートである。西側は収束型境界を挟んでウッドラークプレート、南側にはトランスフォーム断層を挟んでオーストラリアプレート、東側にはバーズヘッドプレートがある。